# Korea Południowa na Mistrzostwach Świata w Lekkoatletyce 2013
Reprezentacja Korei Południowej na Mistrzostwach Świata w Lekkoatletyce 2013 liczyła 16 zawodników.

## Występy reprezentantów Korei Południowej

### Mężczyźni

#### Konkurencje biegowe
| Konkurencja        | Zawodnik                                                                    | Runda 1    | Runda 1 | Półfinał | Półfinał | Finał        | Finał   |
| Konkurencja        | Zawodnik                                                                    | Rezultat   | Pozycja | Rezultat | Pozycja  | Rezultat     | Pozycja |
| ------------------ | --------------------------------------------------------------------------- | ---------- | ------- | -------- | -------- | ------------ | ------- |
| Sztafeta 4 × 100 m | Oh Kyong-soo Cho Kyu-won Yoo Min-woo Kim Kuk-young Jin Min-sub Kim Jin-kook | 39,00 (NR) | 18.     | —        | —        | NQ           | NQ      |
| Maraton            | Sung Ji-hun                                                                 | —          | —       | —        | —        | 2:26:43      | 44.     |
| Maraton            | Kim Young-jin                                                               | —          | —       | —        | —        | 2:35:53      | 49.     |
| Chód na 20 km      | Byun Young-jun                                                              | —          | —       | —        | —        | DSQ          | DSQ     |
| Chód na 20 km      | Choe Byeong-kwang                                                           | —          | —       | —        | —        | 1:28:26      | 39.     |
| Chód na 20 km      | Kim Hyun-sub                                                                | —          | —       | —        | —        | 1:22:50 (SB) | 10.     |
| Chód na 50 km      | Oh Se-han                                                                   | —          | —       | —        | —        | 4:01:00      | 37.     |
| Chód na 50 km      | Yim Jung-hyun                                                               | —          | —       | —        | —        | DSQ          | DSQ     |

#### Konkurencje techniczne
| Konkurencja   | Zawodnik    | Eliminacje | Eliminacje | Finał    | Finał   |
| Konkurencja   | Zawodnik    | Rezultat   | Pozycja    | Rezultat | Pozycja |
| ------------- | ----------- | ---------- | ---------- | -------- | ------- |
| Skok o tyczce | Jin Min-sub | 5,25       | 29.        | NQ       | NQ      |

### Kobiety
| Konkurencja   | Zawodnik       | Runda 1  | Runda 1 | Półfinał | Półfinał | Finał        | Finał   |
| Konkurencja   | Zawodnik       | Rezultat | Pozycja | Rezultat | Pozycja  | Rezultat     | Pozycja |
| ------------- | -------------- | -------- | ------- | -------- | -------- | ------------ | ------- |
| Maraton       | Kim Seong-eun  | —        | —       | —        | —        | 2:48:46      | 32.     |
| Chód na 20 km | Jeon Yeong-eun | —        | —       | —        | —        | 1:34:29 (SB) | 40.     |